# Cupaniopsis phanerophlebia
Espèce
Statut de conservation UICN

 VU D2 : Vulnérable
Cupaniopsis phanerophlebia est une espèce de plantes du genre Cupaniopsis de la famille des Sapindaceae.